# Mooie honingzuiger
De mooie honingzuiger (Aethopyga bella) is een vogelsoort uit de familie van de nectariniidae (honingzuigers). De soort komt alleen voor in de Filipijnen.

## Voorkomen en leefgebied
Deze vogel bewoont regenwoud zowel in laagland als in berggebieden tot op 2000 m boven de zeespiegel, maar ook bosranden, gebieden met struikgewas en secundair bos.
De soort telt 6 ondersoorten:
- A. b. flavipectus, Ogilvie-Grant, 1894: noordelijk Luzon.
- A. b. minuta, Bourns & Worcester, 1894: centraal en zuidelijk Luzon, Polillo, Marinduque en Mindoro.
- A. b. rubrinota, McGregor, 1905: Lubang (noordelijk van Mindoro).
- A. b. bella, Tweeddale, 1877: de oostelijke en zuidelijke Filipijnen.
- A. b. bonita, Bourns & Worcester, 1894: de westelijk-centrale Filipijnen.
- A. b. arolasi, Bourns & Worcester, 1894: de Sulu-eilanden.

## Status
De mooie honingzuiger heeft binnen de Filipijnen een groot verspreidingsgebied en daardoor alleen al is de kans op uitsterven uiterst gering. De grootte van de populatie is niet gekwantificeerd. Er is geen aanleiding te veronderstellen dat de soort in aantal achteruit gaat. Om die redenen staat deze honingzuiger als niet bedreigd op de Rode Lijst van de IUCN.